# Lista de deputados estaduais de Alagoas da 15.ª legislatura
Essa é uma lista de deputados estaduais de Alagoas eleitos para o período 2003-2007.

## Composição das bancadas
| Partido | Líder                   | Bancada | Posição      |
| ------- | ----------------------- | ------- | ------------ |
| PTB     | Temóteo Correia         | 7 / 27  | Independente |
| PSB     | Sérgio Toledo           | 4 / 27  | Governo      |
| PL      | Gilvan Barros           | 3 / 27  | Independente |
| PPS     | Francisco Tenório       | 2 / 27  | Governo      |
| PSDB    | Zé Pedro da Aravel      | 2 / 27  | Governo      |
| PTdoB   | Marcos Barbosa          | 2 / 27  | Governo      |
| PSL     | João Beltrão            | 1 / 27  | Independente |
| PDT     | Cícero Almeida          | 1 / 27  | Governo      |
| PT      | Paulo Fernando (Paulão) | 1 / 27  | Oposição     |
| PFL     | Nelito Gomes de Barros  | 1 / 27  | Oposição     |
| PRP     | Cabo Luiz Pedro         | 1 / 27  | Oposição     |
| PMN     | Gilberto Gonçalves      | 1 / 27  | Oposição     |
| PRONA   | Adalberto Cavalcante    | 1 / 27  | Governo      |

## Deputados Estaduais
| Número | Deputados estaduais eleitos | Partido | Votação | Percentual | Cidade onde nasceu  | Unidade federativa |
| 14000  | Antonio Albuquerque         | PTB     | 55.239  | 4,71%      | Limoeiro de Anadia  | Alagoas            |
| 17777  | João Beltrão                | PSL     | 35.211  | 3,00%      | Coruripe            | Alagoas            |
| 22223  | Celso Luiz                  | PL      | 34.862  | 2,97%      | Maceió              | Alagoas            |
| 12000  | Cícero Almeida              | PDT     | 27.866  | 2,38%      | Maribondo           | Alagoas            |
| 22222  | Isnaldo Bulhões             | PL      | 26.966  | 2,30%      | Maceió              | Alagoas            |
| 23111  | Francisco Tenório           | PPS     | 26.767  | 2,28%      | Chã Preta           | Alagoas            |
| 14147  | Ziane Costa                 | PTB     | 25.398  | 2,17%      | Delmiro Gouveia     | Alagoas            |
| 23110  | Cicero Amélio               | PPS     | 25.318  | 2,16%      | Maceió              | Alagoas            |
| 40444  | Alves Correia               | PSB     | 24.166  | 2,06%      | Penedo              | Alagoas            |
| 40777  | Sérgio Toledo               | PSB     | 24.130  | 2,06%      | Maceió              | Alagoas            |
| 14569  | Arthur Lira                 | PTB     | 22.565  | 1,92%      | Maceió              | Alagoas            |
| 40789  | Marcos Ferreira             | PSB     | 21.452  | 1,83%      | Desterro            | Paraíba            |
| 45789  | Zé Pedro da Aravel          | PSDB    | 20.476  | 1,75%      | Craíbas             | Alagoas            |
| 13111  | Paulão Santos               | PT      | 20.248  | 1,73%      | Recife              | Pernambuco         |
| 14123  | Temóteo Correia             | PTB     | 20.236  | 1,73%      | Anadia              | Alagoas            |
| 14567  | Fernando Duarte             | PTB     | 19.774  | 1,69%      | Palmeira dos Índios | Alagoas            |
| 40999  | Maria José Viana            | PSB     | 19.240  | 1,64%      | Água Branca         | Alagoas            |
| 25789  | Nelito Gomes de Barros      | PFL     | 19.006  | 1,62%      | Maceió              | Alagoas            |
| 22221  | Gilvan Barros               | PL      | 18.858  | 1,61%      | Maceió              | Alagoas            |
| 14444  | Gervásio Raimundo           | PTB     | 18.754  | 1,60%      | Quebrangulo         | Alagoas            |
| 44444  | Cabo Luiz Pedro             | PRP     | 18.305  | 1,56%      | Paulo Jacinto       | Alagoas            |
| 14111  | Cícero Ferro                | PTB     | 18.234  | 1,56%      | Minador do Negrão   | Alagoas            |
| 70369  | Marcos Barbosa              | PT do B | 17.971  | 1,53%      | Maceió              | Alagoas            |
| 45678  | Francisco Beltrão (Chicão)  | PSDB    | 16.273  | 1,39%      | Aracaju             | Sergipe            |
| 33789  | Gilberto Gonçalves          | PMN     | 14.022  | 1,20%      | Rio Largo           | Alagoas            |
| 70777  | Dudu Albuquerque            | PT do B | 13.765  | 1,17%      | Arapiraca           | Alagoas            |
| 56555  | Adalberto Cavalcante        | PRONA   | 12.618  | 1,08%      | Cacimbinhas         | Alagoas            |